# Бад Абах
Бад Абах (њем. Bad Abbach) град је у њемачкој савезној држави Баварска. Једно је од 24 општинска средишта округа Келхајм. Према процјени из 2010. у граду је живјело 11.061 становника. Посједује регионалну шифру (AGS) 9273116.

## Географски и демографски подаци
Бад Абах се налази у савезној држави Баварска у округу Келхајм. Град се налази на надморској висини од 371 метра. Површина општине износи 55,3 km². У самом граду је, према процјени из 2010. године, живјело 11.061 становника. Просјечна густина становништва износи 200 становника/km².

## Међународна сарадња
| Мјесто            | Држава    | Врста сарадње | Од    |
| ----------------- | --------- | ------------- | ----- |
| Шарбонијер ле Бен | Француска | партнерство   | 1978. |
| Извор             |           |               |       |